# Giang Điền
Giang Điền là một xã thuộc huyện Trảng Bom, tỉnh Đồng Nai, Việt Nam.
Xã Giang Điền có diện tích 8,89 km², dân số năm 2014 là 6952 người, mật độ dân số đạt 782 người/km².

## Hành chính
Xã Giang Điền được chia thành 5 ấp: Đoàn Kết, Hòa Bình, Bảo Vệ, Độc Lập & Xây Dựng.